# Trypanosoma vivax

Trypanosoma vivax é uma espécie de protozoário da família Trypanosomatidae. Causa a doença nagana, também conhecida como tripanossomíase animal, afetando bovinos ou mamíferos selvagens, como a inhala. Ocorre principalmente na África Ocidental, embora tenha se espalhado para a América do Sul.